# Relativisme culturel
Le relativisme culturel est l'idée que les croyances et les pratiques d'une personne doivent être comprises en fonction de sa propre culture. Les partisans du relativisme culturel ont également tendance à soutenir que les normes et les valeurs d'une culture devraient être analysées et évaluées à l'aide des normes et des valeurs de cette culture. Selon cette idée, le sens et la valeur des croyances et des comportements humains n’ont pas de références absolues qui seraient transcendantes.
Bien qu'il n'ait jamais lui-même employé le terme, l'anthropologue américain Franz Boas fut l'un des premiers à formuler ce concept en 1887 : "la civilisation n'est pas quelque chose d'absolu, mais ... est relative, et ... nos idées et conceptions ne sont vraies que dans le cadre où notre civilisation s'étend", s'opposant en cela aux tenants de l'universalisme. Les étudiants de Boas établirent par la suite comme champ de recherche anthropologique ce concept de relativisme culturel. La première utilisation connue du terme a été faite par le philosophe et théoricien social Alain Locke en 1924 dans l'Oxford English Dictionary pour décrire ce qu'il définit comme le «relativisme culturel extrême» de Robert Lowie, trouvé dans le livre de 1917 de ce dernier, Culture and Ethnology.
Le relativisme culturel est parfois ramené à sa composante de relativisme moral ou éthique, doctrine selon laquelle il n'est pas possible de déterminer une morale absolue ou universelle, mais que les valeurs morales ne valent qu'à l'intérieur de frontières culturelles, où le code moral est le produit des coutumes et des institutions du groupe humain considéré.
Le relativisme linguistique est une forme de relativisme culturel qui considère que le langage influence notre vision du monde et que, par conséquent, les représentations mentales d'individus parlant des langues distinctes diffèrent aussi ; c'est l'hypothèse dite de Sapir-Whorf.

## Histoire
Le relativisme culturel est une thèse peu défendue avant le XIXe siècle. Il peut se retrouver, d'une certaine façon, chez Hérodote, en ce qu'il s'attacha à décrire les mœurs et coutumes des peuples qu'il a visités sans porter de jugement extérieur. On le retrouve aussi chez les sceptiques, qui remettaient en cause de façon plus générale l'accès à la vérité. Platon, dans le Théétète, décrit Protagoras de manière polémique comme l'un des défenseurs d'un relativisme individuel.
L'idée de Protagoras est que « l'homme est la mesure de toutes choses ». Protagoras considère que chaque individu croit ce qui est vrai pour lui. En ce sens il peut être considéré comme un précurseur philosophique du relativisme culturel, pour qui chaque individu tient pour vrai ce que sa culture tient pour vrai. La pensée relativiste nie en effet la possibilité de partager une moralité, excepté par convention culturelle.
Ce point de vue peut se traduire par : « Chacun crée sa propre morale à partir de la même histoire ». L'individu se comporte donc en accord avec son sentiment, acceptation ou rejet de tout ou partie de cette histoire.
Mais le relativisme culturel et par suite, le relativisme moral, s'est développé en Occident surtout à partir de la rencontre avec d'autres civilisations (cf. Montaigne). La domination européenne s'est accompagnée dans un premier temps d'une prétention à la supériorité de ses valeurs morales. Elle revendique plus volontiers aujourd'hui sa capacité à absorber les points de vue des autres cultures qui lui semblent opportuns, comme la liberté sexuelle des mers du Sud popularisée en dix générations par les relations de voyage de Cook et de Bougainville, qui achève une évolution amorcée dans la société victorienne.
Le développement de l'anthropologie a réduit progressivement cette prétention, notamment à partir de la fin du XIXe siècle, grâce à des études de terrain qui nécessitent une véritable immersion dans des cultures différentes, laissant de côté ses propres valeurs afin d'être capable de comprendre ces cultures. Par cette voie, l'Occident a découvert des points de vue extérieurs sur lui-même, ce que Montesquieu illustrait déjà dans les Lettres Persanes et Voltaire dans ses contes.

### XXesiècle
Durant la seconde moitié du XXe siècle, le relativisme culturel s'est manifesté sur deux différents registres[réf. nécessaire] :
- le relativisme culturel scientifique, pratiqué par la plupart des anthropologues et ethnologues actuels, est nourri par la constatation que ce qu'on croyait naturel se révèle relatif et spécifique à une culture. Il ne hiérarchise ainsi pas les civilisations mais les étudie et décrit selon des critères objectifs (pratiques, récits, artefacts, témoignages) sans émettre de jugement de valeurs[3]. Plusieurs nouvelles de science-fiction traitant du voyage dans le temps illustrent que les procédés élaborés par une époque peuvent ne rien apporter à une autre, même antérieure[4]. Le relativisme culturel, dans sa version épistémologique, considère que la connaissance est le fruit d'une construction qui ne saurait être tenue pour objective, et en conclut que la vérité absolue n'existe pas et dépend du point de vue culturel. Ce type de relativisme fut critiqué de façon sarcastique par Richard Dawkins[5] ;
- le relativisme culturel militant reconnaît à chacune culture, a fortiori contemporaine, le droit de disposer de ses propres valeurs sans avoir à se référer, voire s'inféoder, à des modèles extérieurs ; au nom de ce droit, il peut parfois dénier à tout observateur extérieur le droit d'exprimer des critiques sur telle ou telle pratique ou croyance, et considère de telles critiques comme de l'« impérialisme culturel »[6]

Dès la fin du XXe siècle des simulations sur ordinateur utilisant la théorie des jeux pour modéliser les résultats de conduites arbitraires distinctes dans une population, suggèrent l'émergence dans certains cas de stratégies morales stables (voir article L'Animal moral).

## Relativisme moral et morale absolue
L'expression relativisme moral ou relativisme éthique peut prendre plusieurs sens :
- dans un sens descriptif, c'est le constat empirique qu'il y a des différences morales entre les sociétés, à travers les âges et à travers l'espace ;
- du point de vue de la réflexion éthique (ou méta-éthique), le relativisme concerne la justification des valeurs et des jugements moraux : il y a des divergences importantes entre les différentes manières de rendre compte de la morale et ces différences justifieraient l'idée que l'on ne peut logiquement résoudre le problème de savoir si une morale peut faire autorité (et laquelle) et servir de norme. En conséquence, la normativité d'une morale est relative à son origine sociale, qu'elle soit imposée par l'ensemble de la société ou par un groupe. Elle ne peut se comprendre que dans le contexte de croyances, de traditions et de pratiques collectives ;
- dans le cas précédent, le relativisme ne nie pas toute justification morale parce qu'il est raisonnable pour un individu de suivre la morale imposée par sa culture, sa société ou son groupe. Cependant, on remarque que ces justifications ne sont ni vraies ni fausses et cet aspect peut conduire au refus d'attribuer une valeur de vérité, un sens et un statut ontologique (antiréalisme) aux jugements moraux et aux valeurs morales. Ce relativisme peut être appelé nihilisme.

Le relativisme moral s'oppose à l'universalisme moral ou « morale absolue ». Pour celle-ci la morale est fixée par une nature humaine absolue, par une source externe comme des déités pour la plupart des religions ou par la nature même de l'univers (objectivisme). Les disciples d'une morale absolue sont souvent très critiques envers le relativisme ; certains le considèrent même comme de l'immoralité ou de l'amoralité. La morale universelle est un néologisme humaniste qui prône l'utilisation de la logique et de normes éthiques communément acceptées pour former une alternative philosophique à la morale relativiste et absolue.
- conception objectiviste, qui affirme que les lois morales ne dépendent pas de l'homme, mais :
  - sont des commandements divins ;
  - sont des lois de la raison, en tant que tout être raisonnable (donc l'homme) doit leur obéir.

Dans la conception objectiviste (ou réaliste), les valeurs morales sont éternelles et universelles au moins ou, absolues ; on ne peut donc ni les changer ni les détruire. Au contraire, dans la seconde conception, les valeurs morales sont variables d'une société, d'un groupe ou d'un individu à l'autre. Pour cette conception, souvent présentée de manière descriptive, il est difficile de condamner des pratiques qui appartiennent à d'autres sociétés (peine de mort, soumission des femmes, etc.), alors que la morale normative du premier type prétend s'imposer à tout être raisonnable, de tous temps et en tous lieux.

## Ethno-centrisme et relativisme culturel
Le relativisme culturel est parfois placé en contraste avec l'ethnocentrisme : juger la norme morale d'une société par les membres d'une autre est une forme d'ethnocentrisme ; certains[Qui ?] relativistes culturels pensent que les gens ne peuvent être jugés qu'à l'aune du code moral de leur propre société, d'autres[Qui ?] considèrent qu'étant donné que les codes moraux diffèrent entre les diverses sociétés seules les parties communes de ces codes peuvent être utilisées pour émettre de tels jugements.
Une conséquence de ce point de vue est que tout jugement d'une société basée sur le code moral de l'observateur est invalide ; les individus doivent être jugés en fonction des normes de leur société et il n'y a pas de contexte plus large dans lequel ces jugements sont corrects. Ceci est une source de conflit entre morale relativiste et absolue car, pour cette dernière, une société dans son ensemble peut être jugée pour son acception de pratiques immorales tels l'esclavage, le maintien des femmes dans une position d'infériorité ou la peine de mort. De tels jugements peuvent être considérés comme arbitraires, bien que certains relativistes condamnent l'esclavage.
Le philosophe David Hume suggère des principes similaires à ceux du relativisme moral dans Enquiry Concerning the Principles of Morals (1751). Avant lui, Montaigne utilisa le relativisme culturel sans tenter de le définir précisément.
Ces arguments sont avancés dans quelques pays (Afghanistan, Arabie saoudite, par exemple) pour contester la valeur universelle des droits de l'homme, perçus comme tentative d'ingérence occidentale. À l'opposé, Bernard Kouchner a avancé le concept de devoir d'ingérence dans le contexte précis des missions humanitaires. Cependant ces genres d'arguments sont niés par la Conférence mondiale sur les droits de l'homme.[réf. nécessaire]

## Relativisme culturel religieux et morale
Pour l'iranienne Shirin Ebadi (prix Nobel de la paix 2003) : « Les droits humains constituent un seul et unique concept et ne peuvent être distingués en tant que islamiques ou non islamiques. Accepter une telle distinction au nom du relativisme culturel, c’est les anéantir ».
À la notion de « morale culturelle » (ou morale culturellement élaborée) s'oppose celle de « morale absolue » (c'est-à-dire d'origine extérieure à l'humanité). La « morale culturelle », selon l'individualisme méthodologique est le fruit collectif (mais réel, dans la loi et la pratique) et évolutif (mais permanent à travers ses évolutions) de l'action et de la pensée des humains. En ce sens, la « morale culturelle » s'oppose aux thèses des religions révélées (dites « du Livre » en référence à la Torah, à la Bible et au Coran), qui proposent chacune sa morale absolue dont l'origine et la garante serait la divinité. Critiquant la notion de « morale culturelle », le pape Benoît XVI, négligeant la dimension collective de cette morale (qui n'en est pas une à ses yeux), a déclaré que le relativisme consisterait à prendre comme « mesure ultime, uniquement son propre ego et ses désirs » et à « se laisser entraîner “à tout vent de la doctrine” ».